# Lorraine Hunt Lieberson
Lorraine Hunt Lieberson (San Francisco, 1º marzo 1954 – Santa Fe, 3 luglio 2006) è stata un mezzosoprano statunitense, una delle più importanti interpreti del suo tempo nel campo della musica barocca.

## Biografia
Nel 1999 si esibì in due cantate di Bach (regia di Peter Sellars, direttore d'orchestra Craig Smith) a New York.
Nel 1999 debutta al Metropolitan Opera House di New York come Myrtle Wilson nella prima esecuzione assoluta di The Great Gatsby di John Harbison diretta da James Levine con Susan Graham, Jerry Hadley e Dawn Upshaw.
La sua intensità drammatica e il suo impegno appassionato per la sua musica, che fosse un movimento sinfonico di Mahler, una cantata di Bach o un singolo lied di Schubert, tanto quanto per un ruolo da protagonista, le sono valsi innumerevoli paragoni con Maria Callas, eppure era così poco da diva che non ha mai assunto un addetto stampa. Il suo repertorio spaziava da Händel a Rameau, da Harbison a Bizet.
La cantante è morta a Santa Fe all'età di 52 anni. Da tempo soffriva per un tumore al seno.

## CD parziale
- Lorraine Hunt Lieberson - Bach: Cantatas, BWV 82 & 199 - Craig Smith/Emmanuel Music Orchestra/Lorraine Hunt Lieberson, 2003 Nonesuch
- Fauré: Pelléas et Mélisande - Boston Symphony Orchestra/Lorraine Hunt Lieberson/Seiji Ozawa, 1987 Deutsche Grammophon
- Handel: Arias - Harry Bicket/Lorraine Hunt Lieberson/Orchestra of the Age of Enlightenment/Phoebe Carrai/Stephen Stubbs, 2006 AVIE
- Handel: Susanna - Philharmonia Baroque Orchestra/Nicholas McGegan/Lorraine Hunt Lieberson/U.C. Berkeley Chamber Chorus, 1990 harmonia mundi
- Handel: Theodora - Philharmonia Baroque Orchestra/Nicholas McGegan/Lorraine Hunt Lieberson/U.C. Berkeley Chamber Chorus, 1992 harmonia mundi
- Lorraine Hunt Lieberson Sings Peter Lieberson: Neruda Songs - Lorraine Hunt Lieberson/Boston Symphony Orchestra/James Levine - 2006 Nonesuch Records - Grammy Award for Best Classical Vocal Solo 2008.
- The Music of Peter Lieberson, Vol. 1 (Rilke Songs) - Lorraine Hunt Lieberson e Peter Serkin - 2006 Bridge Records - Grammy Award for Best Classical Vocal Solo 2007
- Mahler: Symphony No. 2 in C Minor - Isabel Bayrakdarian/Lorraine Hunt Lieberson/Michael Tilson Thomas/San Francisco Symphony & Chorus, 2005 San Francisco Symphony
- Recital at Ravinia - Lorraine Hunt Lieberson/Peter Serkin, 2009 harmonia mundi

## Filmografia
- 2001: John Adams. El Niño. Registrazione su 2 CD del cast originale del Théâtre du Châtelet, Parigi. Nonesuch Records, Cat #79634-2[4]